# تشکان (افغانستان)
تشکان یکی از شهرستان های استان بدخشان در شمال کشور افغانستان است. (به لاتین: Teshkan) 